# Alexander Dennis Enviro350H
Alexander Dennis Enviro350H — гибридный автобус большой вместимости производства Alexander Dennis, предназначенный для эксплуатации в странах с левосторонним движением.

## История
Автобус Alexander Dennis Enviro350H впервые был представлен в 2010 году. За его основу был взят автобус Alexander Dennis Enviro300.
В основном, автобус эксплуатировался в Континентальной Европе, Австралии и на Канарских островах.
Производство базовой модели завершилось в 2013 году. В 2014 году мелкосерийно производился электробус Enviro350VE.